# Ad Spectatores
Ad Spectatores – prywatny wrocławski teatr, formalnie powstały w dniu 27 października 2000 roku, kiedy to Sąd Gospodarczy dla Wrocławia Fabrycznej zarejestrował go jako osobę prawną.

## Historia
Pierwszy spektakl Ad Spectatores powstał w marcu 1997 roku we Wrocławiu. W dniu uprawomocnienia wyroku Sądu Gospodarczego z dnia 27 października 2000 roku zespół tworzyli studenci I i II roku wrocławskiej szkoły teatralnej. Obecnie zespół liczy ponad 20 osób. Są to absolwenci wydziałów aktorskich z Wrocławia, Krakowa i Łodzi, absolwenci wrocławskiej ASP, Politechniki oraz warszawskiej Akademii Teatralnej. Z Ad Spectatores współpracują również aktorzy innych wrocławskich teatrów Współczesnego i Polskiego.
Roczna liczba granych przedstawień sięga 150 (w tym od 5 do 6 premier). Ad Spectatores prezentowało swoje spektakle w Moskwie, Berlinie i Bratysławie. Gościło także na swoich scenach artystów z Moskwy, Berlina, Fryburga, Nowego Jorku i Deyton. Teatr utrzymywany jest w dużej mierze z dotacji gminy Wrocław, prywatnych sponsorów, fundacji i działalności statutowej.

## Nazwa i program
Nazwa Ad Spectatores jest odzwierciedleniem uprawianego rodzaju teatru. W realizacjach teatru zakłócona jest iluzja czwartej ściany, jaką stanowi klasyczne okno sceny. Przenoszenie akcji spektaklu pomiędzy widzów to element charakterystyczny, widzowie mają czuć się osaczeni i przeszywani przez akcję. Termin Ad Spectatores w wolnym tłumaczeniu oznacza do widzów. Celem jest stworzenie fikcyjnego świata, w którym publiczność choć na chwilę mogłaby zapomnieć o świecie rzeczywistym. Widz otrzymuje rozrywkę, możliwość uczestniczenia w spektaklu i dyskusji, czysty odbiór oraz przyjazne przyjęcie w teatrze. Pod tym względem Ad Spectatores stara się powrócić do korzeni, kiedy teatr odwiedzali wszyscy, był on niemal wszędzie, a potrzeba jego istnienia wynikała z potrzeb ludzi.

## Sceny
- Scena w Browarze Mieszczańskim przy ul. Hubskiej czynna od wiosny do jesieni
- Scena kameralna w podziemiach Dworca Głównego PKP
- Scena we wschodnim skrzydle tego samego dworca

Ponadto teatr ma w swoim dorobku spektakle grane w kursującym pociągu czy na płynącym statku oraz w jeżdżących po mieście samochodach.